# Yiannis Dimitras
Yiannis Dimitras (griechisch Γιάννης Δημητράς Giannis Dimitras; * 1954 auf Korfu) ist ein griechischer Sänger und Komponist.

## Leben und Wirken
Dimitras war als Musicaldarsteller aktiv und spielte in der griechischen Version von Jesus Christ Superstar. 1978 erschien sein Debütalbum. Er wurde intern vom Rundfunk ERT auserwählt, Griechenland beim Eurovision Song Contest 1981 in Dublin zu vertreten. Mit der selbstgetexteten Ballade Feggari kalokerino erreichte er den achten Platz.

## Diskografie
Alben
- 1978: Έρανα
- 2007: Κάποιες νύχτες